# Villers-Deux-Églises
Villers-Deux-Eglises is een plaats en deelgemeente van de Belgische gemeente Cerfontaine. Villers-Deux-Eglises ligt in de Waalse provincie Namen en was tot 1 januari 1977 een zelfstandige gemeente.

## Demografische ontwikkeling
- Bronnen:NIS, Opm:1831 tot en met 1970=volkstellingen, 1976= inwoneraantal op 31 december

## Bezienswaardigheden
Op 29 juni, het Hoogfeest van de Heilige Petrus en Paulus (of de eerste zondag erna) vindt in Villers-Deux-Eglises de Marche Saint-Pierre plaats. Dit is een van de vijftien folkloristische stoeten van de Marches de l'Entre-Sambre-et-Meuse die in 2012 door UNESCO opgenomen zijn als werelderfgoed op de Representatieve lijst van het immaterieel cultureel erfgoed van de mensheid.